# 혼카와고에역
혼카와고에역(일본어: 本川越駅, ほんかわごええき)은 일본 사이타마현 가와고에시에 있는 철도역이다.
이 역에서 와키타 신호장까지(약 900m)는 신주쿠 선의 유일한 단선 구간이다.

## 타는 곳
| ↑ 미나미오쓰카   |
| \| 4 3 \| 2 1 \| |
|                  |

| 1 | ■ 신주쿠 선 | 도코로자와·고쿠분지·다나시·다카다노바바·세이부 신주쿠 방면 |
| 2 | ■ 신주쿠 선 | 도코로자와·다카다노바바·세이부 신주쿠 방면(특급 열차 전용) |
| 3 | ■ 신주쿠 선 | 사용되지 않음                                              |
| 4 | ■ 신주쿠 선 | 도코로자와·고쿠분지·다나시·다카다노바바·세이부 신주쿠 방면 |

## 역세권 정보
동일본 여객철도 가와고에 선 및 도부 철도 도조 본선 가와고에역은 이 역에서 남동쪽에 위치한다. 그러나 개찰구가 타는 곳 북단 밖에 없기 때문에, 도보로 환승하려면 시간이 많이 걸린다. 가와고에역에서 가까운 타는 곳의 남단은 폭이 좁기 때문에 개찰구 및 계단의 설치는 어렵다.
- 가와고에 시청
- 가와고에 시립 도서관
- 가와고에 시립 박물관
- 마루히로 백화점 가와고에 점
- 국도 제254호선

## 역사
- 1895년 3월 21일: 가와고에역으로 영업 개시.
- 1940년 7월 22일: 일본국유철도 가와고에역이 영업을 개시함으로 역 명칭을 변경함.
- 1953년 3월 21일: 지금의 위치로 이전.
- 1990년 8월 2일: 역 개량공사로, 승강장을 혼합식 3면 5선에서 섬식 1면 2선으로 변경.
- 1998년 : 승강장을 섬식 1면 2선에서 혼합식2면 3선으로 변경.
- 2007년 3월 28일: 아키히토 천황 부부와 스웨덴 왕 카를 16세 구스타프 부부가 가와고에 관광차, 특별열차로 방문.

## 사진

선로 배치를 나타낸 그림

## 인접역
| 세이부 철도 ■ 신주쿠 선         | 세이부 철도 ■ 신주쿠 선                | 세이부 철도 ■ 신주쿠 선 |
| ------------------------------- | -------------------------------------- | ----------------------- |
| 사야마 시 세이부 신주쿠 방면    | 특급 고에도 호 ■ 쾌속 급행 ■ 통근 급행 | (시종착역)              |
| 미나미오쓰카 세이부 신주쿠 방면 | ■ 급행 ■ 준급 ■ 보통                   | (시종착역)              |